# Matylda z Albonu
Matylda z Albonu (1112 – 1148) byla savojskou hraběnkou, a to sňatkem s Amadeem III. Savojským, za něhož se provdala v roce 1123.
Matylda měla s Amadeem několik potomků:
1. Matilda Savojská (1125–1158), manželka krále Alfonsa I. Portugalského.
2. Anežka Savojská (1125–1172), manželka hraběte Viléma I. z Ženevy
3. Humbert III. Savojský (1136–1188)
4. Jan Savojský
5. Petr Savojský
6. Vilém Savojský
7. Markéta Savojská
8. Isabela Savojská
9. Juliána Savojská